# Tutto quella notte
Tutto quella notte (Adventures in Babysitting) è un film del 1987 diretto da Chris Columbus, al suo debutto alla regia, con Elisabeth Shue.
La canzone di apertura e chiusura del film è Then He Kissed Me di The Crystals.

## Trama
Chicago, marzo, anni Ottanta. La diciassettenne Chris Parker si prepara a trascorrere una serata romantica con il fidanzato Mike Todwell, ma questi le dà buca con una scusa che non la convince troppo. Intanto, viene chiamata a fare da baby sitter alla piccola Sarah Anderson, una bambina con l'argento vivo addosso e grande fan del supereroe Thor, di cui indossa in ogni momento l'elmetto alato. Chris, non avendo più nulla da fare per quella sera, accetta l'incarico e si reca a casa degli Anderson, una famigliola dei sobborghi di Chicago. Presso gli Anderson trova anche Brad, il quattordicenne fratello maggiore di Sarah che ha un debole per Chris, e lo stravagante amico di lui, Daryl, che per la notte è ospite da Brad. I genitori di Sarah e Brad lasciano casa e figli in custodia a Chris e si recano a un ricevimento in un grattacielo del centro. Mentre si profila una serata tranquilla e monotona, Chris riceve una telefonata dall'amica Brenda la quale, disperata dalla noia della vita di provincia, è scappata di casa e le chiede di correre a recuperarla in città. Stretta tra due soluzioni inconciliabili - aiutare l'amica o badare ai ragazzini? -, Chris decide di raggiungere Brenda in auto e di portare con sé Sarah, Brad e Daryl, per non contravvenire al suo impegno di baby sitter. L'obbligo imprescindibile per Chris e per i ragazzi è quello di tornare a casa prima dei genitori, in modo che non si accorgano di nulla. Durante il viaggio nella pericolosa e variegata Chicago notturna, i quattro ragazzi di provincia saranno travolti da una lunga serie di eventi che si susseguono a catena, che faranno della serata una corsa continua da un pericolo all'altro, tra colpi di scena, incontri particolari, risate, delusioni, paure e anche l'amore inaspettato, ciliegina sulla torta di un preannunciato lieto fine.

## Curiosità
- Vincent D'Onofrio interpreta il personaggio del meccanico Dawson, ovvero una sorta di sosia del supereroe Thor, dal fisico muscoloso e imponente. Dopo aver girato l'unica scena in cui compare, l'attore iniziò a preparare il ruolo che lo avrebbe consegnato alla storia del cinema: il soldato "Palla di lardo" Lawrence in Full Metal Jacket. Per tale ruolo D'Onofrio ingrassò di 35 chili, cambiando completamente fisionomia.
- Nella scena in cui John Pruitt raggiunge casa sua in camion investe una statua sul ciglio della strada. Questa gag è stata ripresa da Chris Columbus nel film Mamma, ho perso l'aereo, in cui il ragazzo delle pizze quando raggiunge casa McCallister, investe sempre una statuina simile a quella presente in questo film.
- Nel film appare anche il chitarrista Albert Collins con cui i protagonisti improvvisano una canzone blues. Nella scena della festa studentesca appare il cantante Southside Johnny.
- Il film, costato 7 milioni di dollari, ottenne un buon successo con un incasso di 34 milioni.
- Fu il secondo film di successo interpretato da Elisabeth Shue dopo Per vincere domani - The Karate Kid.
- Nel 2005 Chris Columbus scelse Anthony Rapp come protagonista del musical Rent.
- L'autostrada percorsa dai protagonisti è la Interstate 290, che collega Oak Park con il centro di Chicago.
- L'auto rubata da Joe Gipp è una Cadillac Brougham, un modello prodotto per la prima volta nell'anno di uscita del film.
- Il grattacielo in cui i protagonisti si ritrovano nel finale del film è il Crain Communications Building. L'edificio venne inaugurato due anni prima dell'inizio delle riprese del film. In seguito a lavori di ristrutturazione esso appare leggermente modificato.
- In una delle scene girate in auto Anthony Rapp, durante un racconto dell'orrore di Elisabeth Shue, assume un'espressione "tenebrosa", ispirata alla scena finale del film Sleepaway Camp uscito nelle sale qualche anno prima.
- L'attrice Maia Brewton era apparsa in Ritorno al futuro, in cui interpreta la sorellina di Lorraine Baines nel 1955.

## Personaggi
- Chris Parker: liceale di diciassette anni, molto bella, piena di giudizio, innamorata del suo ragazzo Mike con cui ha appuntamento in un ristorante francese. Questi le da buca e lei decide di passare la serata facendo da babysitter alla piccola Sara, figlia dei coniugi Anderson. A causa della sua amica Brenda, che scappa di casa, è costretta a "salvarla" raggiungendo il Terminal degli autobus di Greyhound, nel centro di Chicago; ma durante il viaggio la ragazza sarà protagonista di una serie di vicende incredibili, che la porteranno a scoprire il tradimento del fidanzato; ma la serata avrà anche un risvolto positivo e Chris conoscerà e si innamorerà del buon Dan.
- Brad Anderson: ragazzo di quindici anni che vive con la sua famiglia ad Oak Park. È innamorato di Chris da lungo tempo e tenterà in tutti i modi di dichiararsi nonostante ella lo respinga ritenendolo ancora poco maturo. Alla fine del film prenderà atto della scelta di Chris e i due decidono di restare amici.
- Sara Anderson: bambina di nove anni, sorella di Brad e fan sfegatata di Thor.
- Daryl Coopersmith: vicino di casa e amico di Brad, ossessionato dalle donne. Cercherà in ogni modo di rimorchiare ragazze più grandi di lui, e riuscirà a scambiare un intenso bacio con una bella e prosperosa universitaria durante una festa in un locale. È il personaggio più simpatico del film.
- John Pruitt: È un camionista che guida un carro attrezzi e lavora in un'officina di Chicago. Presta soccorso a Chris e ai ragazzi sull'austostrada 290 verso Chicago, dopo che questi sono costretti a fermarsi avendo forato una gomma dell'auto. John ha un uncino al posto della mano destra, persa diversi anni prima mentre stava riparando una gomma di un tir.
- Joe Gipp: ladro di auto afroamericano. Lavora al soldo della mafia per la quale procura auto da modificare e rivendere. Dal temperamento pacato e molto buono, sarà di aiuto anche per Chris e i ragazzi.
- Bleak: il cattivo della storia, è un boss mafioso. La sua organizzazione modifica auto rubate per rimetterle in vendita. Per tutta la notte insegue i protagonisti in quanto questi hanno rubato una rivista di Playboy, nel suo ufficio, su cui erano stati segnati gli indirizzi di consegna delle auto.
- Dawson: meccanico proprietario di un'officina di Chicago. È colui che riparerà l'auto di Chris. Alto, biondo e muscoloso si presenta come una sorta di controfigura del supereroe Thor, tanto che Sara rimane affascinata da lui.
- Dan Lynch: studente che Chris e i ragazzi conoscono ad un party universitario e dal quale ricevono 45 dollari per pagare la ruota di scorta dell'auto, oltre che accompagnarli con la sua macchina all'officina. Sara dimentica i suoi pattini a rotelle in tale macchina e, grazie all'indirizzo di casa scritto su di essi, alla fine del film Dan riesce a raggiungerli, e sotto casa incontra Chris proprio nel momento in cui se ne sta andando. I due si baceranno.

## Distribuzione

### Divieti
Negli Stati Uniti d'America la MPAA aveva originariamente classificato il film come parental guidance suggested (PG), pubblicato successivamente su Disney+, censurando parte del linguaggio, la classificazione è stata rivista in parents strongly cautioned (PG-13).

## Accoglienza

### Incassi
Il film ha incassato un totale mondiale di 34368475 $.

### Critica
Sul sito web di recensioni Rotten Tomatoes, il film ha un rating di approvazione del 69%, sulla base di 42 recensioni, e un rating medio di 6,4/10. Su Metacritic ha un punteggio medio ponderato di 45 su 100, basato su 11 recensioni di critici, che indica "recensioni miste o medie".

## Riconoscimenti
- 1988 – Nickelodeon Kids' Choice Awards
  - Candidatura alla miglior attrice a Elisabeth Shue
  - Candidatura al miglior film
- 1988 – Paris Film Festival
  - Miglior attrice a Elisabeth Shue
- 1989 – Young Artist Award
  - Miglior giovane attrice in un film commedia a Maia Brewton
  - Candidatura al miglior giovane attore in un film commedia a Keith Coogan
  - Candidatura al miglior film commedia per famiglie

## Remake
Nel 2016 è stato prodotto Adventures in Babysitting, un remake destinato alla televisione, diretto da John Schultz.